# Drepturi LGBT în Kazahstan
Deși actele homosexuale au fost dezincriminate în Kazahstan în 1998, cuplurile de același sex nu beneficiază de aceleași protecții juridice disponibile pentru cuplurile căsătorite de sex opus. Homosexualitatea și lesbianismul rămân subiecte tabu în Kazahstan, majoritatea persoanelor LGBT preferând să-și ascundă orientarea. Cele care sunt „out” tind să se confrunte cu discriminarea.

## Legalitatea homosexualității
Actele homosexuale între bărbați și între femei sunt legale în Kazahstan din 1998. Vârsta consimțământului sexual este 16 ani.
Până în 1997, articolul 104 din Codul Penal incrimina actul sexual anal. Această lege urma exemplul paragrafului 121 din fostul Cod Penal al Uniunii Sovietice care incrimina în mod specific numai sexul anal între bărbați.

## Identitatea și expresia de gen
Din 2003 persoanelor transgen le este permis să-și schimbe legal sexul în documentele oficiale. Persoanele care vor să-și schimbe sexual trebuie să primească diagnosticul de „tulburare de identitate de gen”, care implică mai multe teste medicale și o evaluare psihiatrică de 30 de zile. În 2011 au fost stabilite noi instrucțiuni, astfel că schimbarea documentelor de identitate se face numai după o operație de schimbare de sex, mai multe examene medicale fizice și psihiatrice, terapie cu hormoni și, într-un final, sterilizare. În plus, persoanele sub 21 de ani nu au voie să-și schimbe sexul în documentele oficiale.

## Serviciu militar
Persoanelor LGBT le este interzisă înrolarea în armată, pe considerentul că statul clasifică homosexualitatea drept „boală”.

## Interzicerea propagandei homosexuale
Pe 26 mai 2015, Curtea Constituțională a Kazahstanului a declarat o lege care ar fi interzis „propaganda orientărilor sexuale netradiționale” (după modelul Rusiei) ca fiind neconstituțională. Curtea a respins legea din cauza formulării sale vagi. Legea primise undă verde în camera inferioară a parlamentului și trebuia semnată de președintele Nursultan Nazarbaev pentru a intra în vigoare. Respingerea legii a fost apreciata de organizațiile care luptă pentru drepturile omului, precum Human Rights Watch.

## Condiții de viață
Persoanele LGBT din Kazahstan se confruntă cu discriminare și prejudecăți pe motive de orientare sexuală sau identitate de gen în viața de zi cu zi. Manifestarea atitudinilor negative față de persoanele LGBT, cum ar fi excluderea socială, batjocura și violența, le cauzează acestora daune fizice, psihologice și emoționale. Pentru a evita reacțiile celor care nu sunt de acord cu orientările sexuale non-heterosexuale, multe persoane LGBT se simt obligate să-și păstreze orientarea sexuală sau identitatea de gen în secret față de aproape toți oamenii din viața lor. Majoritatea consideră că este necesar să-și ascundă orientarea sexuală sau identitatea de gen față de oamenii de la locul de muncă, pentru a-și păstra locurile de muncă și pentru a evita ostilitatea șefilor și a colegilor de serviciu. Încercările de a raporta poliției incidentele homofobe și transfobe sunt adesea frânate de rezistența și chiar ostilitatea oamenilor legii.
Un studiu transnațional efectuat de Universitatea din Chicago în 2011 demonstrează ca trendul de acceptare a persoanelor LGBT este fie încetinit, fie inversat în Rusia și alte foste republici sovietice, în opoziție cu tendințele mondiale.

## Tabel sumar
| Activitate sexuală între persoane de același sex legală                                         | (din 1998) |
| Vârstă de consimțământ egală                                                                    | (din 1998) |
| Legi antidiscriminare doar în ocuparea forței de muncă                                          | No         |
| Legi antidiscriminare în furnizarea de bunuri și servicii                                       | No         |
| Legi antidiscriminare în toate celelalte domenii (incl. discriminare indirectă, discurs de ură) | No         |
| Căsătorii între persoane de același sex                                                         | No         |
| Recunoașterea cuplurilor de același sex                                                         | No         |
| Adopție copil din altă căsătorie                                                                | No         |
| Adopție în comun                                                                                | No         |
| Homosexualilor și lesbienelor le este permis să servească în mod deschis în armată              | No         |
| Dreptul de a schimba legal sexul                                                                | (din 2003) |
| Maternitate surogat comercială pentru cuplurile de homosexuali                                  | No         |
| BSB le este permis să doneze sânge                                                              | No         |